# VDL SB200

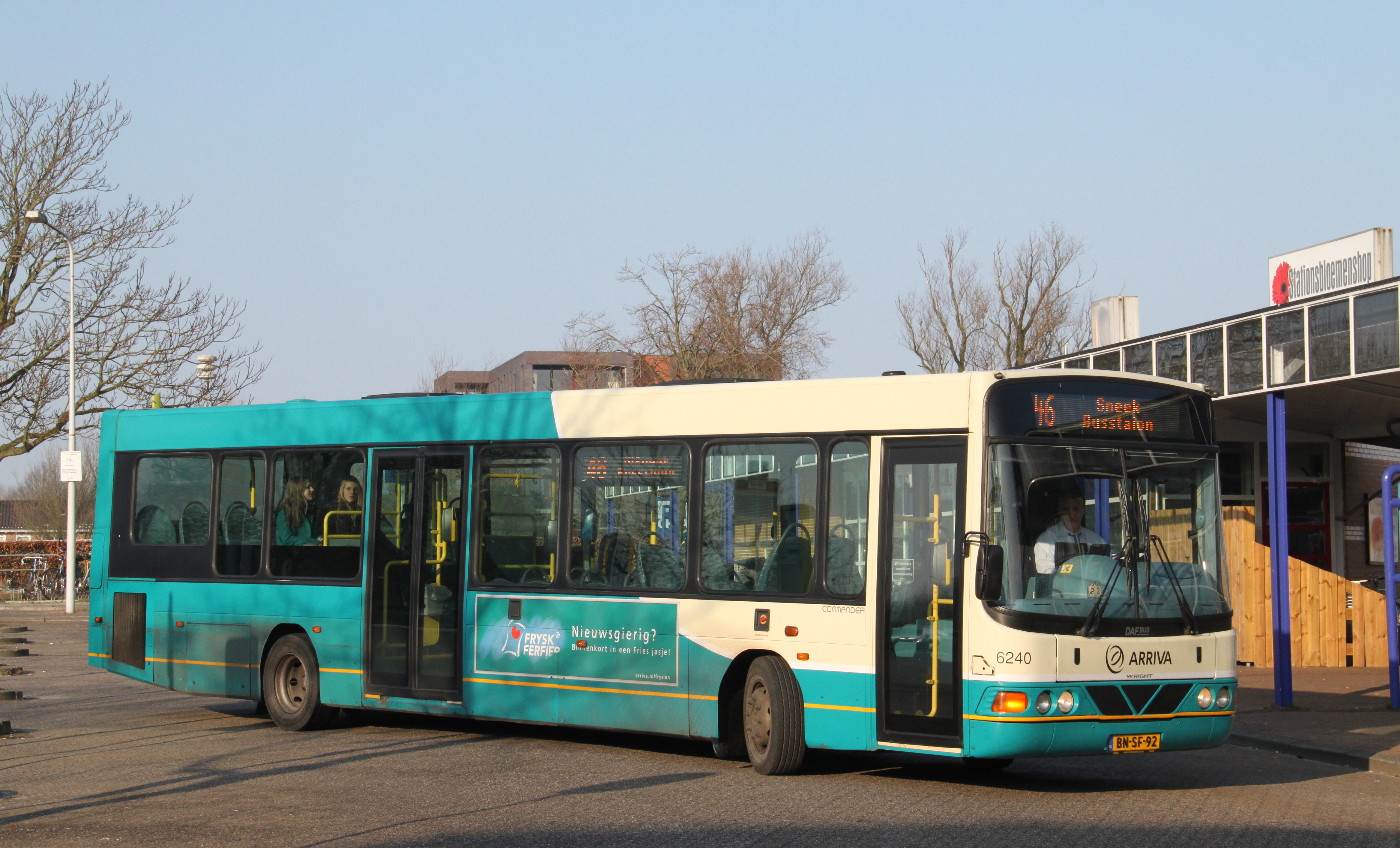

O VDL SB200 (anteriormente conhecido como DAF SB200) é um autocarro de peso leve produzido a partir de 2001 pela VDL Bus Chassis. Ele substituiu o SB220, o chassis de ônibus da DAF com maior tempo de utilização no Reino Unido antes da mudança do nome para DAF Bus International.
Foi originalmente concebido para uso pela Arriva (o distribuidor da VDL  no Reino Unido) a fim de economizar combustível para fazer frente a autocarros de peso pesado que são concebidos para a Europa continental, onde, ao contrário do Reino Unido, os autocarros transportam grande número de passageiros em pé.
Os autocarros VDL SB200 são operados por todas as grandes empresas de transporte nos Países Baixos (Connexxion, Veolia Transport e Arriva).